# Forêt domaniale du littoral
La Forêt domaniale du littoral est un domaine privé de l’État en Martinique et Guadeloupe issu de la Zone des cinquante pas géométriques. Il s’agit d'espaces naturels ouvert à la fréquentation du public. Ce domaine est géré par l’Office national des forêts (ONF).

## Martinique
En Martinique, la Forêt domaniale du littoral couvre 1 826 hectares :
- la grande anse des Salines : voir plage des Salines - Sainte-Anne (Martinique) ;
- l'anse Michel - Sainte-Anne (Martinique) ;
- Dizac - Le Diamant.

## Guadeloupe
Voir le site de l'ONF Guadeloupe

## Essences fréquentes
- Cocotier
- Poirier-Pays
- Mancenillier
- Raisinier bord de mer